# بيرني سلافن
بيرني سلافن (بالإنجليزية: Bernie Slaven)‏ (مواليد 13 نوفمبر 1960) هو لاعب كرة قدم. يلعب مع منتخب جمهورية أيرلندا لكرة القدم. سبق له أن لعب في كأس العالم لكرة القدم مع منتخب بلاده.

## مسيرته الكروية
لعب بيرني سلافن خلال مسيرته الاحترافية مع 7 أندية في ثمانية عشر موسمًا وسجل خلالها 162 هدف ضمن 444 مباراة. ولم يفز بأي موسم بالكأس أو بالدوري.
خاض بيرني سلافن مسيرته مع نادي غرينوك مورتون في موسم 1981–82 ولمدة موسمين، مشاركًا في 21 مباراة سجل خلالها هدفًا واحدًا. ثم انتقل إلى نادي ألبيون روفرز في موسم 1983–84 ولمدة موسمين، حيث شارك في 42 مباراة سجل خلالها 27 هدفًا. لينتقل بعدها إلى نادي ميدلزبره في موسم 1985–86 ليلعب معه ثمانية مواسم، مشاركًا في 307 مباراة سجل خلالها 118 هدف. ثم انتقل إلى نادي بورت فايل في موسم 1992–93 ولمدة موسمين، مشاركًا في 33 مباراة سجل خلالها 9 أهداف. هذا وانتقل لاحقًا إلى نادي دارلينجتون إف سى في موسم 1993–94 ولمدة موسمين، مشاركًا في 37 مباراة سجل خلالها 7 أهداف.

## روابط خارجية
- بيرني سلافن على موقع الاتحاد الدولي (مؤرشف)  (الإنجليزية)
- بيرني سلافن على موقع قاعدة بيانات كرة القدم.إي يو (الإنجليزية)
- بيرني سلافن على موقع ناشيونال فوتبول تيمز (الإنجليزية)
- بيرني سلافن على موقع Soccerbase.com (لاعب) (الإنجليزية)
- بيرني سلافن على موقع عالم كرة القدم.نت (الإنجليزية)